# Parallele asimmetriche

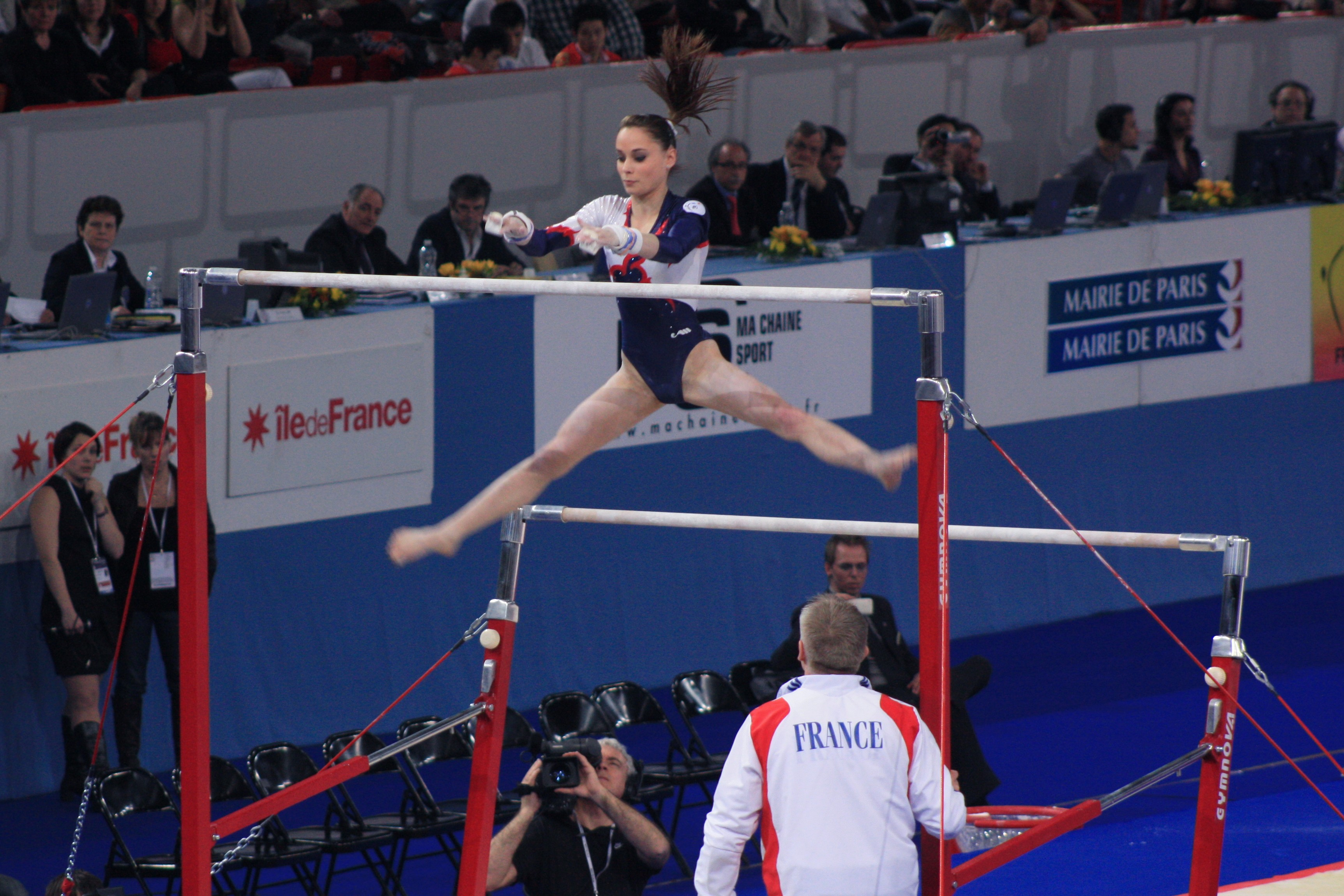
Un esercizio alle parallele asimmetriche

Le parallele asimmetriche sono un attrezzo della ginnastica artistica femminile.
Nelle competizioni internazionali si usa spesso indicare questo attrezzo con la sigla UB, dal corrispondente termine inglese Uneven Bars, specie nell'indicazione dei punteggi.

## Descrizione
Sono formate da una struttura in metallo, che, agganciata con cavi al pavimento, sostiene due staggi in legno posizionati distanziati, uno più in alto e uno più in basso. L'evoluzione di questo attrezzo nel corso degli anni è stata notevole: con il passare degli anni gli staggi sono stati distanziati maggiormente, in modo da poter consentire l'esecuzione di elementi prima impossibili.

## L'attrezzo
Secondo le norme della Fédération Internationale de Gymnastique (FIG)  le misure regolamentari dell'attrezzo sono:
- Altezza (comprensiva di circa 20 cm per il materassino di atterraggio):
  - staggio superiore: 245 cm
  - staggio inferiore: 165 cm
- Lunghezza degli staggi: 240 cm
- Distanza diagonale tra gli staggi: 130-180 cm (regolabile)
- Diametro dello staggio: 4cm

Le parallele asimmetriche sono composte da una struttura in acciaio, due staggi in fibra di vetro ricoperti di legno, e tiranti ed accessori di fissaggio.

## Caratteristiche dell'esercizio
L'esercizio alle parallele asimmetriche richiede soprattutto forza nelle braccia e negli addominali. Le ginnaste eseguono movimenti che possono essere salti con ripresa dello stesso staggio di spinta (ad esempio Tkachev, Jaeger, Gienger, Hindorff), salti da uno staggio all'altro (Pak, Tarzan) o giri da 180° a 540° sullo stesso staggio. L'esercizio inizia con un'entrata, che è possibile fare sia dallo staggio basso che da quello alto, e termina con un'uscita, nella quale la ginnasta si stacca definitivamente dallo staggio ed atterra sul tappeto.

## Storia e migliori interpreti
Le parallele asimmetriche furono introdotte nel programma olimpico ai Giochi di Helsinki del 1952. 
Ai Giochi di Montreal del 1976 la rumena Nadia Comăneci fu la prima ginnasta in assoluto ad ottenere un 10 pieno e unanime da parte di tutti i giudici, proprio alle parallele asimmetriche.
Le nazioni che hanno prodotto le migliori ginnaste su questo attrezzo sono, in epoca moderna, Russia e Cina.
La migliore ginnasta della storia su questo attrezzo è ritenuta da molti essere la russa Svetlana Khorkina, la quale vanta cinque titoli mondiali e due titoli olimpici (nel 1996 e nel 2000) su questo attrezzo.
Altre ginnaste russe degne di nota sono Aliya Mustafina, due volte campionessa olimpica (nel 2012 e nel 2016) e Viktorija Komova, due volte campionessa mondiale (nel 2011 e nel 2015).
Le cinesi sono state, anno dopo anno, quasi sempre presenti sul podio mondiale della finale alle parallele asimmetriche: fra queste spicca in particolare He Kexin,  vincitrice della medaglia d'oro alle Olimpiadi di Pechino nel 2008 e quattro anni dopo, a Londra, della medaglia d'argento, oltre ad aver vinto l'oro ai Mondiali del 2009.
Due eccezioni sono costituite dalla britannica Elizabeth Tweddle e dalla belga Nina Derwael. La prima è stata due volte campionessa mondiale alle parallele, nel 2006 e nel 2010, due volte medaglia di bronzo (nel 2003 e nel 2005), e vincitrice della medaglia di bronzo alle Olimpiadi di Londra nel 2012.
La seconda invece, dopo aver vinto la medaglia di bronzo ai Mondiali di Montreal nel 2017, si è laureata per due volte consecutive campionessa del mondo alle parallele, nel 2018 e nel 2019.